# Elsbeth Schragmüller
Elisabeth Schragmüller, genannt Elsbeth; alias Mademoiselle Docteur, Fräulein Doktor, Fair Lady, La Baronne, Mlle Schwartz (* 7. August 1887 in Schlüsselburg, Kreis Minden; † 24. Februar 1940 in München) war eine deutsche Staatswissenschaftlerin und während des Ersten Weltkrieges die Leiterin der deutschen Spionageabteilung gegen Frankreich im Nachrichtendienst der Obersten Heeresleitung.

## Leben
Elisabeth Schragmüller war das älteste von vier Kindern des preußischen Offiziers und Amtmanns Carl Anton Schragmüller (1858–1934) und seiner Gattin Valeska, geborene Cramer von Clausbruch (1861–1945). Ihr jüngerer Bruder war der spätere SA-Führer und Polizeipräsident von Magdeburg Konrad Schragmüller.
Ihre Kindheit verbrachte Schragmüller zunächst in Schlüsselburg, um dann von ihrem zweiten bis neunten Lebensjahr bei ihrer Großmutter Elise Clara Schragmüller, geborene Nering Bögel, in Münster zu leben, wo sie die Volksschule besuchte. Anschließend wurde sie an einem Mädchenpensionat in Weimar unterrichtet und schließlich auf das 1893 gegründete erste Mädchengymnasium Deutschlands, das Lessing-Gymnasium in Karlsruhe, geschickt, wo sie 1908 ihr Abitur ablegte. Von 1910 bis 1914 studierte Schragmüller Staatswissenschaften an der Albert-Ludwigs-Universität Freiburg. Sie beendete ihr Studium 1913 mit der Promotion Die Bruderschaft der Borer und Balierer in Freiburg und Waldkirch. Damit war sie eine der ersten Frauen in Deutschland, die einen Universitätsabschluss erwarben. Nach ihrem Studium war sie für den Berliner Lette-Verein als Dozentin für Staatsbürgerkunde tätig und leistete soziale Dienste bei der Volkswohlfahrt. Im Juni 1914 hielt sie einen einleitenden Überblicksvortrag über die Einstellung von „Fabrikpflegerinnen“ als „Bindeglied zwischen der Werkleitung und den Familien der Arbeiter“ bei einer Konferenz der Zentralstelle für Volkswohlfahrt in Berlin.
Beim Ausbruch des Ersten Weltkrieges 1914 traf Schragmüller im besetzten Brüssel den deutschen Generalgouverneur Colmar von der Goltz und wurde von ihm in der Sektion VII der Kommandantur der Garnison Brüssel eingesetzt, die beschlagnahmte Briefe belgischer Soldaten auswertete. Sie wechselte später zur Nachrichtensammelstelle und arbeitete, nach kurzer Anlernzeit, in der Abteilung III b (militärischer Nachrichtendienst) des Generalstabs in Lille. 1915 setzte Walter Nicolai sie als Leiterin der Sektion Frankreich der „Kriegsnachrichtenstelle Antwerpen“ ein. Bei Kriegsende hatte sie den Rang eines Oberleutnants. Das Eiserne Kreuz konnte ihr nicht verliehen werden, da der Kaiser im Juni 1915 entschieden hatte, dass weibliche Personen für die Auszeichnung nicht in Betracht kommen. Sie war Führungsoffizierin Mata Haris.
Nach Ende des Ersten Weltkriegs 1918 nahm Schragmüller ihre akademische Laufbahn wieder auf und wurde 1921 als Nachfolgerin von Götz Briefs die erste weibliche Lehrstuhlassistentin in Freiburg beim Nationalökonomen Karl Diehl. Wenige Jahre später siedelte sie mit ihrer Familie nach München über. Bald nach dem Tod ihres Vaters und ihres Bruders Konrad, der während der Röhm-Affäre erschossen wurde, brach ihre berufliche Karriere 1934 aus unbekannten Gründen abrupt ab. Ein Grund könnte Geldmangel gewesen sein. Schragmüller starb 1940 im Alter von 52 Jahren an Knochentuberkulose in ihrer Münchner Wohnung. Nach Ansicht von Walter Nicolai, mit dem sie eine Freundschaft verband, wäre sie vermutlich im Zweiten Weltkrieg wieder vom Geheimdienst eingesetzt worden.

## Spekulationen
In der damaligen Zeit war eine Frau in einer solchen leitenden Position und noch dazu im Geheimdienst ein solches Novum, dass zahlreiche Mythen um sie gesponnen wurden. Bereits im Krieg kursierten auf der Seite der Alliierten verschiedene Legenden um „Mademoiselle Docteur“, deren Identität die Alliierten Geheimdienste nicht kannten. Entsprechend dünn ist die Quellenlage.
Nach Ende des Ersten Weltkrieges wurde die Spionin anonym zur Fahndung ausgeschrieben. Ihre Identität hat Elisabeth Schragmüller 1929 in ihrem Beitrag Aus dem deutschen Nachrichtendienst selbst enthüllt, sie war in den 1930er Jahren bekannt. 1931 berichtete sie vor Offizieren in Freiburg oder bei einer Versammlung des Flottenbunds Deutscher Frauen in Berlin von ihrer Tätigkeit für den deutschen Spionagedienst und ihrer Verbindung mit Mata Hari.
1934 verbreitete sich die Falschmeldung, Elisabeth Schragmüller sei unter dem Namen Anne-Marie Lesser in einem Sanatorium in der Nähe von Zürich verstorben. Eine Bestätigung ihrer Identifizierung gelang 1945, als der amerikanischen Besatzung ein Dossier des Generalmajors Friedrich Gempp für die frühere Reichswehr in die Hände fiel. Der Bericht lagerte bis zu seiner Rückführung nach Deutschland Mitte der 1970er Jahre bei der National Archives and Records Administration (NARA) in Washington, D.C. und befindet sich heute im Freiburger Militärarchiv.
Zahlreiche Gerüchte über ihr Leben fasste Hans Rudolf Berndorff 1929 in seinem frei erfundenen Roman Spionage! über ein „Fräulein Annemarie Lesser“ zusammen, der auch zum Plot für mehrere Filme und ein Theaterstück wurde. Danach soll sie als Geliebte eines Offiziers mit 16 Jahren ein totes Kind geboren haben und von den Eltern aus dem Haus geworfen worden sein, später unter anderem Morphinistin gewesen sein, um nach Kriegsende in einer Irrenanstalt zu enden. Dazwischen habe sie, als junge Studentin getarnt oder als Putzfrau verkleidet reihenweise erotische Abenteuer erlebt und die Alliierten ausspioniert. Als „Annemarie“ oder „Dr. Anne-Marie Lesser“ erschien sie in den Verfilmungen Stamboul Quest (1934), Mademoiselle Docteur (1936) und Under Secret Orders (1937). Aber schon 1933 hatte der französische Nachrichtenoffizier Georges Ladoux (1875–1933), der in die Affäre um Mata Hari involviert gewesen war, klargestellt, dass eine Frau namens Anna Maria Lesser niemals existiert hatte, während ihm Elisabeth Schragmüller bekannt war.
Nach Magnus Hirschfeld (siehe Literatur) soll sie mit fingierten Papieren über Paris an die belgische Front gegangen sein, um die alliierte Zusammenarbeit und den Festungsring Lüttich zu erkunden. Als Bäuerin verkleidet überquerte sie dann die Front zur Rückreise. Demnach richtete sie auch 1916 den Spionagedienst in Paris neu ein und entkam dann über die Schweizer Grenze. Weiter reiste sie 1918 als „südamerikanische Krankenschwester“ erneut nach Frankreich und sammelte Informationen hinter der Frontlinie. In einem Lazarett erkannt, gelang ihr in französischer Uniform die Flucht.

## Schriften
- Die Bruderschaft der Borer und Balierer von Freiburg und Waldkirch. Beitrag zur Gewerbegeschichte des Oberrheins. (Volkswirtschaftliche Abhandlungen der badischen Hochschulen. NF 30). Braun, Karlsruhe i. B. 1914.
- Aufzeichnungen von Fräulein Dr. Schragmüller, Leiterin der Abteilung Frankreich der Kriegsnachrichtenstelle Antwerpen, über die Deserteuragenten-Organisation; Bundesarchiv-Militärarchiv Freiburg im Breisgau (RW 5 OKW / Amt Ausland/Abwehr, 49 General a. D. Friedrich Gempp, Geheimer Nachrichten-Dienst und Spionageabwehr des Heeres. II. Teil: In Weltkrieg 1914–1918, Beilage 2, S. 216–221)
- Das sozialistische System von Robert Wilbrandt. In: Jahrbücher für Nationalökonomie und Statistik. 115 (1920), S. 193–224. (Digitalisat im Internet Archive)
- Ratgeber für das nationalökonomische Studium. Im Auftrag und mit einem Vorwort von K. Diehl. (Hochschul-Hefte. Serie 12, Universität Freiburg 1/2). Niemeyer, Halle (Saale) 1921.
- Das Problem der Goldwerte. In: Jahrbücher für Nationalökonomie und Statistik. 119 (1922), S. 145–149. (Digitalisat im Internet Archive)
- Aus dem deutschen Nachrichtendienst. In: Walter Jost, Friedrich Felger (Hrsg.): Was wir vom Weltkrieg nicht wissen. Andermann, Berlin 1929, S. 138–155.
  - (Auszüge abgedruckt in:) Wolfgang Foerster (Hrsg.): Kämpfer an vergessenen Fronten. Deutsche Buchvertriebsstelle, Berlin 1931, S. 433–441. (Digitalisat der Oberösterreichischen Landesbibliothek Linz)
  - 2. Aufl. H. Fikentscher Verlag, Leipzig 1938, S. 124–138. (Digitalisat der Oberösterreichischen Landesbibliothek Linz)

## Filme
- „Stamboul Quest.“ MGM Studios, Regie: Sam Wood, 1934.
- „Mademoiselle Docteur.“ Französische Produktion, Regie Georg Wilhelm Pabst, 1936 (US-Titel Street of Shadows).
- „Mademoiselle Doctor.“ Britische Produktion, Regie Edmond T. Gréville, 1937 (US-Titel Under Secret Orders).
- „Fräulein Doktor.“ Jugoslawisch-italienische Coproduktion, Produktion Dino de Laurentiis, 1969.
- „Annemarie Lesser.“ Deutscher Fernsehfilm, Regie Rudolf Jugert, 1971.
- „Mata Hari – Tanz mit dem Tod.“ Deutscher Fernsehfilm, Regie Kai Christiansen, 2017.